# فرهنگ جولایی
فرهنگ جولایی (زادهٔ ۱ دی ۱۳۳۲) تهیه‌کنندهٔ ایرانی رادیو است. از کارهای او می‌توان تهیهٔ بسیاری از برنامه‌های رادیو، تدریس برنامه‌سازی رادیو در تهران و شهرستان‌ها، کارشناسی و ارزیابی برنامه‌های رادیویی، داوری جشنواره‌های داخلی و بین‌المللی رادیو و کارگردانی برنامه‌های تلویزیونی را برشمرد.
جولایی از تهیه‌کنندگان صاحب سبک و معتبر رادیو به‌شمار می‌رود و مبدع بسیاری از اولین‌ها در رادیو است. تهیهٔ اولین برنامه‌های ورزشی رادیو پس از انقلاب اسلامی، تهیهٔ اولین صبح جمعهٔ شاد و طنز و با حضور تماشاگران و تهیهٔ اولین اجراهای استیج به صورت زنده پس از انقلاب ۵۷ بخشی از کارنامهٔ اوست. بسیاری از هنرمندان رادیو و تلویزیون ملی، پس از انقلاب اسلامی به دعوت وی در صدا و سیما حضور یافتند و مجوز پخش گرفتند که از میان آن‌ها می‌توان به محمد نوری، محمد سریر و منصور نریمان اشاره کرد.

مستند صدای فرهنگ گزیده‌ای از زندگی کاری و هنری اوست که در شبکه مستند تولید و از آن پخش گردید.